# Осколковское сельское поселение
Осколковское сельское поселение — упразднённое муниципальное образование в восточной части Мглинского района Брянской области. Административный центр — село Осколково.
Образовано в результате проведения муниципальной реформы в 2005 году, путём преобразования дореформенного Осколковского сельсовета.
Законом Брянской области от 8 мая 2019 года были упразднены Вельжичское, Новоромановское и Осколковское сельские поселения, все включённые в Ветлевское сельское поселение.

## Население
| 2010 | 2011 | 2012 | 2013 | 2014 | 2015 | 2016 |
| ---- | ---- | ---- | ---- | ---- | ---- | ---- |
| 788  | ↘782 | ↘752 | ↘703 | ↘678 | ↘658 | ↘647 |
| 2017 | 2018 | 2019 |      |      |      |      |
| ↘637 | ↘615 | ↘608 |      |      |      |      |

## Населённые пункты
| №  | Населённый пункт | Тип     | Население |
| -- | ---------------- | ------- | --------- |
| 1  | Алексеевский     | хутор   | ↘16       |
| 2  | Вормино          | село    | ↘138      |
| 3  | Гриневка         | посёлок | ↘0        |
| 4  | Заречье          | посёлок | ↘3        |
| 5  | Красный          | посёлок | ↘19       |
| 6  | Липки            | посёлок | ↘8        |
| 7  | Ляховка          | посёлок | ↘4        |
| 8  | Осколково        | село    | ↘458      |
| 9  | Санники          | деревня | ↘48       |
| 10 | Седки            | хутор   | ↘9        |

Ранее в состав сельского поселения также входили посёлок Бобрец и деревня Поповка, исключённые из учётных данных в 2011 году.